# Tizenhatcseppes füsskata
A tizenhatcseppes füsskata (Halyzia sedecimguttata) a katicabogárfélék családjába tartozó, Eurázsiában honos, lisztharmatgombákkal táplálkozó bogárfaj.

## Megjelenése
A tizenhatcseppes füsskata testhossza 4,5-6 mm. Színe élénk narancssárga, szárnyfedőin 16 (ritkán ennél kevesebb, de legalább 12), bizonytalan körvonalú, fehér pettyel. Feje sárga vagy narancssárga, szemei általában feketék. Az előtor is narancssárga, két szélén két nagy sárga folttal és közepén egy hosszanti sárga vonallal. A előtor és a szárnyfedők pereme áttetsző. Csápjai, lábai, hasi oldala is narancssárga. 
Kifejlett lárvája jellegzetes külsejű: alapszíne fehéresszürke, de az első torszelvény, valamint a potrohon végighúzódó két széles sáv élénksárga. A tor-és potrohszelvényeken két-két, ferdén elhelyezkedő és sorba rendeződő fekete folt látható. Feje is halványszürke, szemben a huszonkétpettyes katica hasonló külsejű, de sötét fejű és lábú lárvájával. A frissen kikelt lárvák még szürkék, fekete pöttyökkel, a sárga szín a második vedlés után jelenik meg. A báb fényes fekete, az első potrohszelvényen két élénksárga pöttyel és kát halványabb folttal az 5-7. szelvényeken.

### Hasonló fajok
A sötétebb tizennégycseppes füsskata hasonlíthat hozzá.

## Elterjedése
Eurázsiában honos, a Brit-szigetektől egészen Japánig. Skandináviában az északi sarkkörön túlra hatol. Széleskörűen elterjedt, gyakori faj.

## Életmódja
Erdőkben, ligetekben, parkokban, kertekben található meg különféle lombos fákon. Kőrisen, szilen, platánon, bükkön és tölgyön valamivel gyakoribb, de más fafajokon (fűz, hárs, nyír, galagonya, mogyoró) is előfordul. Az imágók áprilistól októberig láthatók, a telet fakéreg alatt vagy az avarba bújva vészelik át. Mind a kifejlett bogár, mind a lárva lisztharmatgombákkal táplálkozik a levelek alsó oldalán, néha megesznek egy-egy kis levéltetűt is. Évente egy nemzedékük nő fel, az imágók kb. egy évig élnek. A párzásra tavasszal és nyár elején kerül sor. A nőstény a levelek alsó oldalára rakja le petéit, amelyekből kb. egy hét múlva kelnek ki a lárvák. A bebábozódásra is a levél alsó oldalán kerül sor, általában a főér közelében. Az új nemzedék imágói júniustól jelennek meg. 

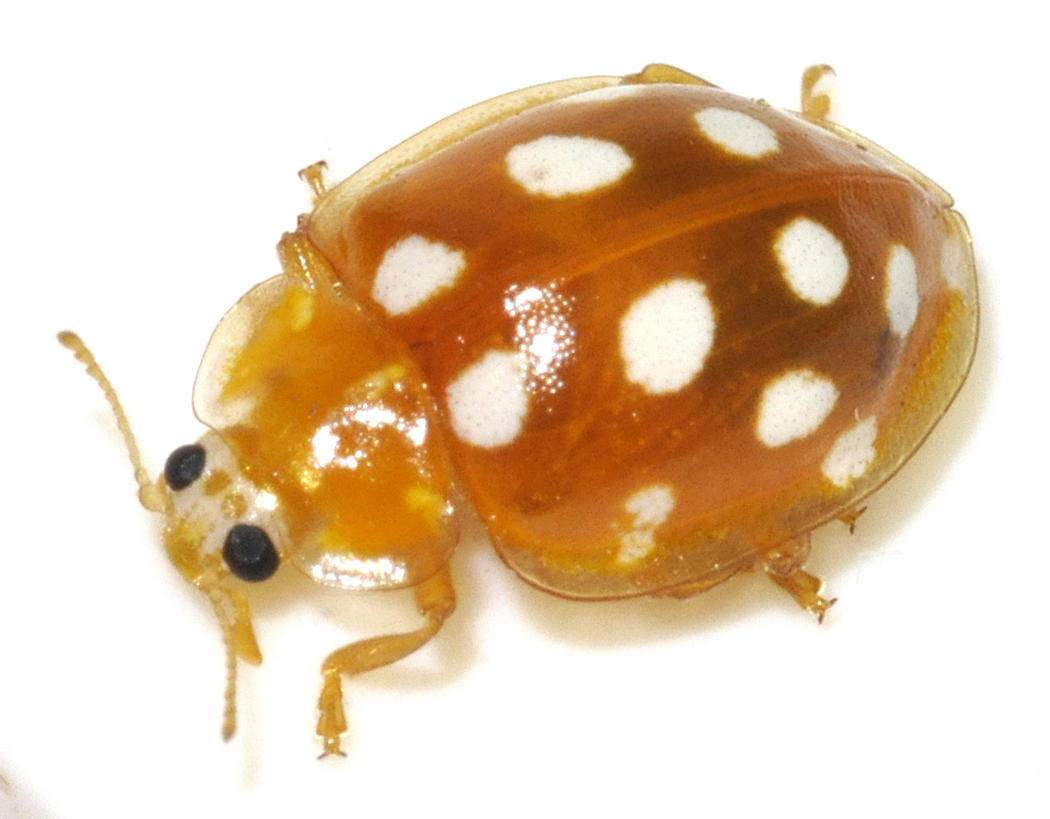
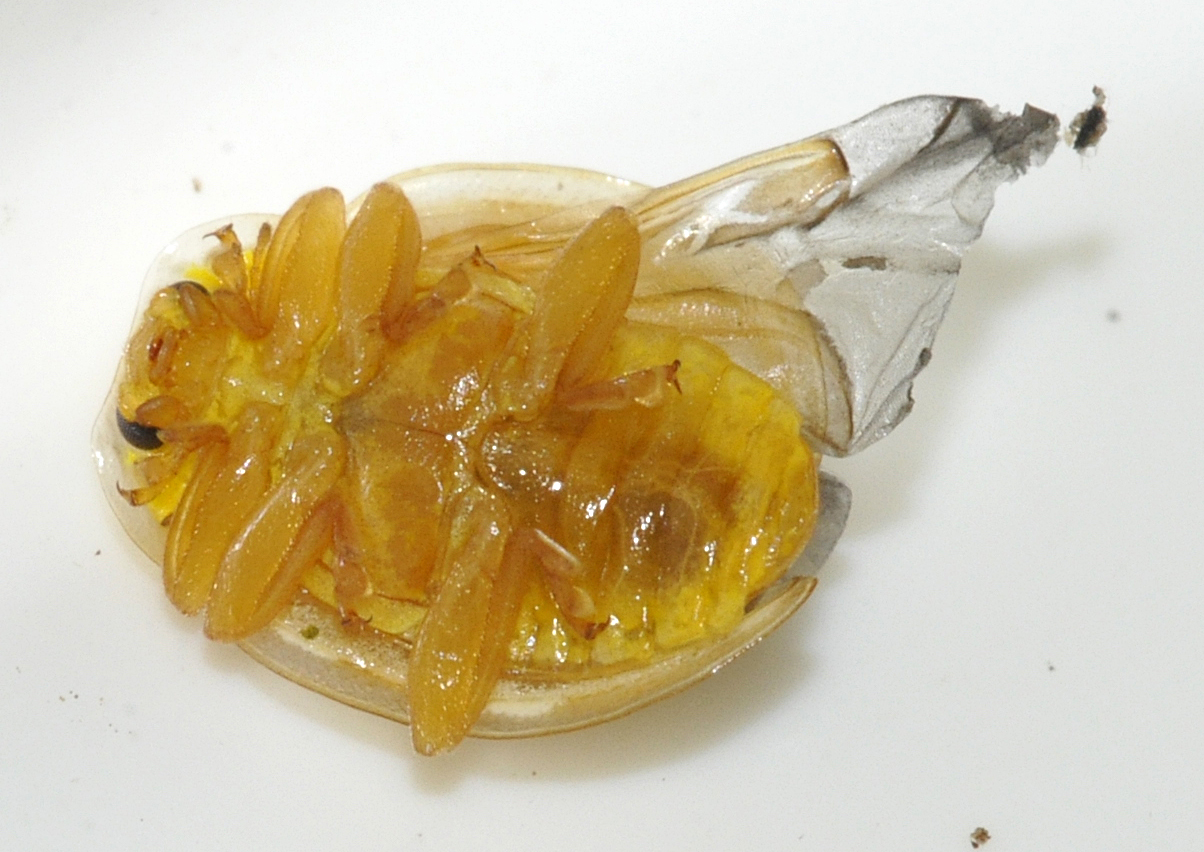
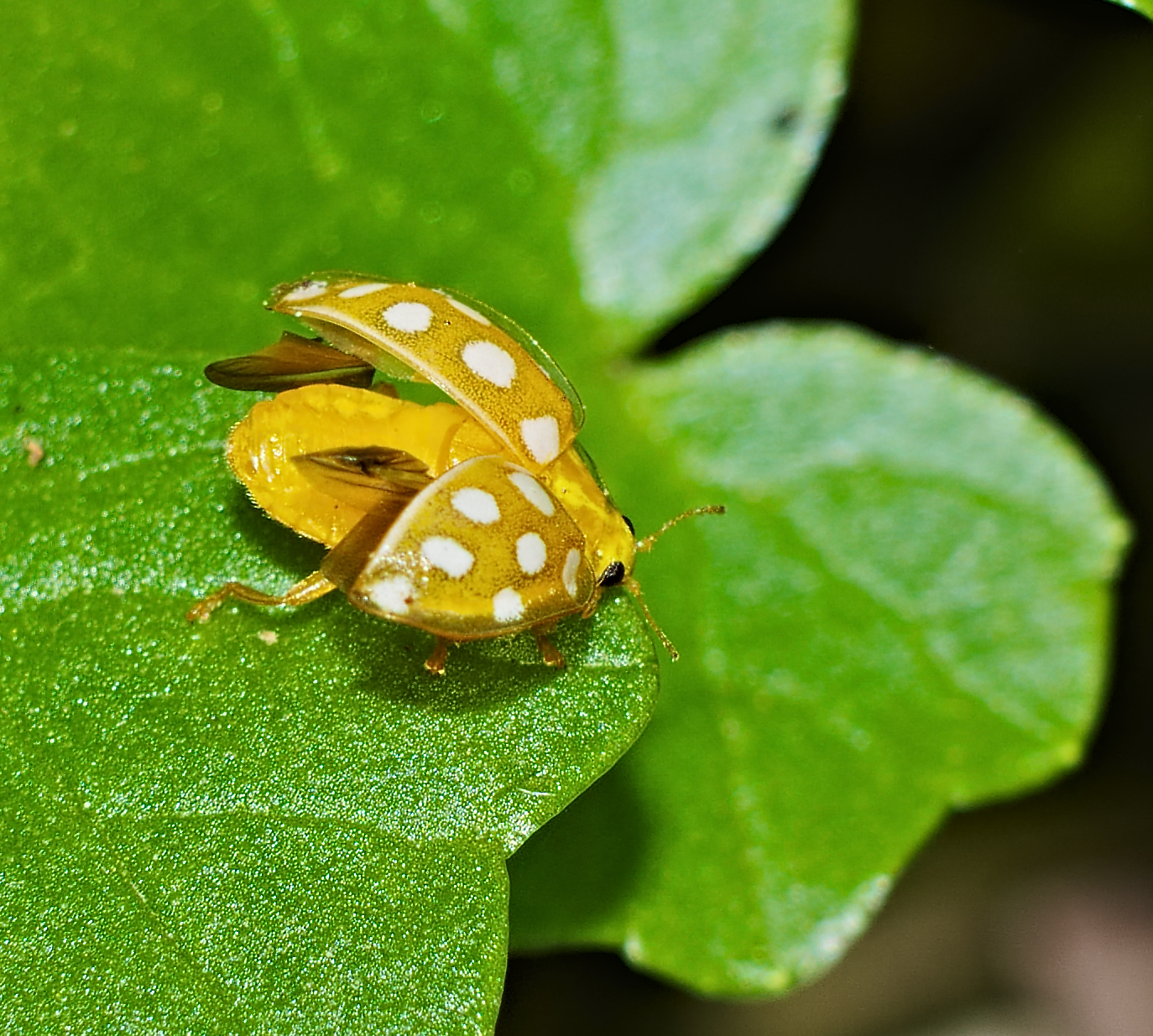
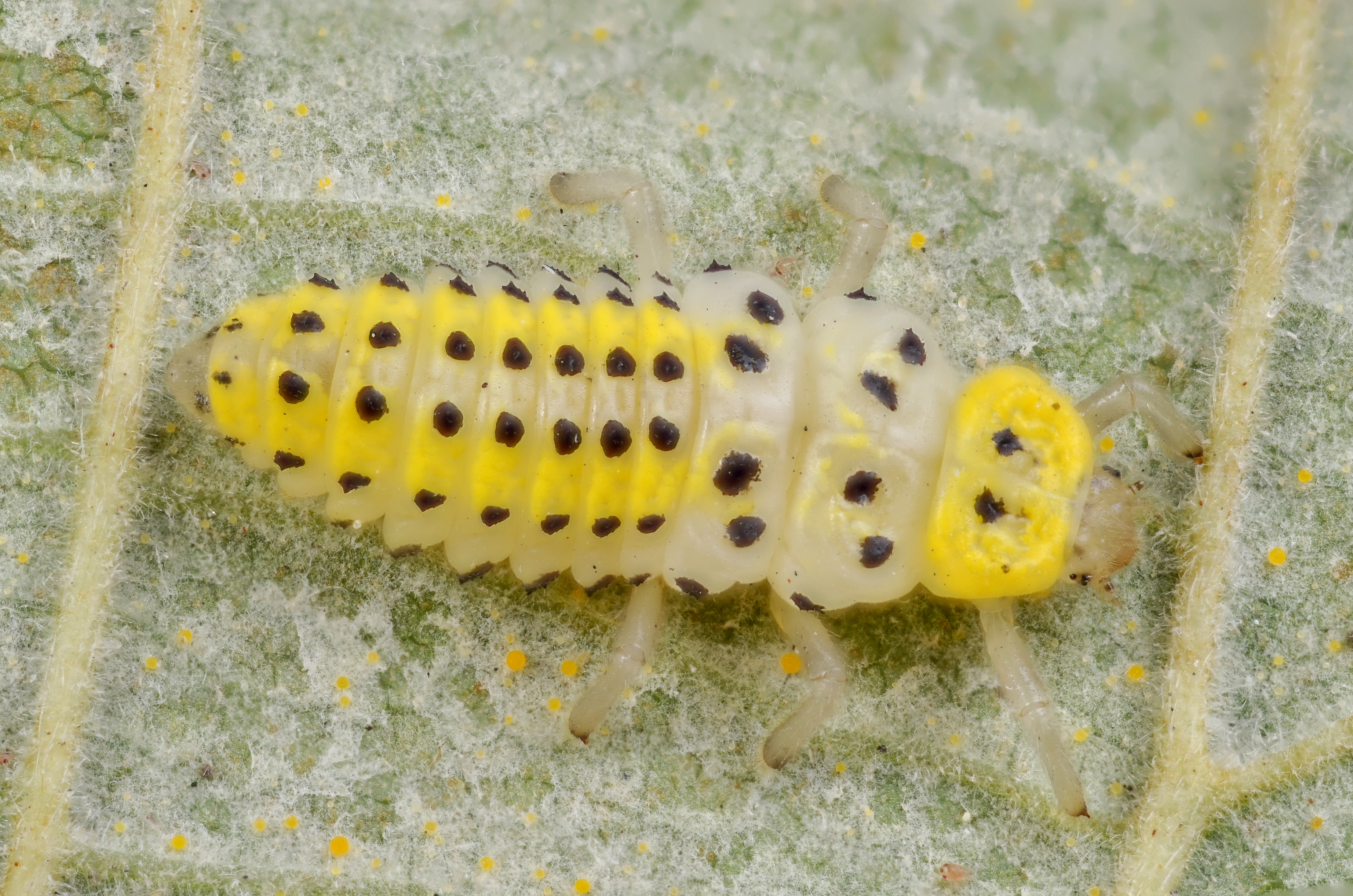
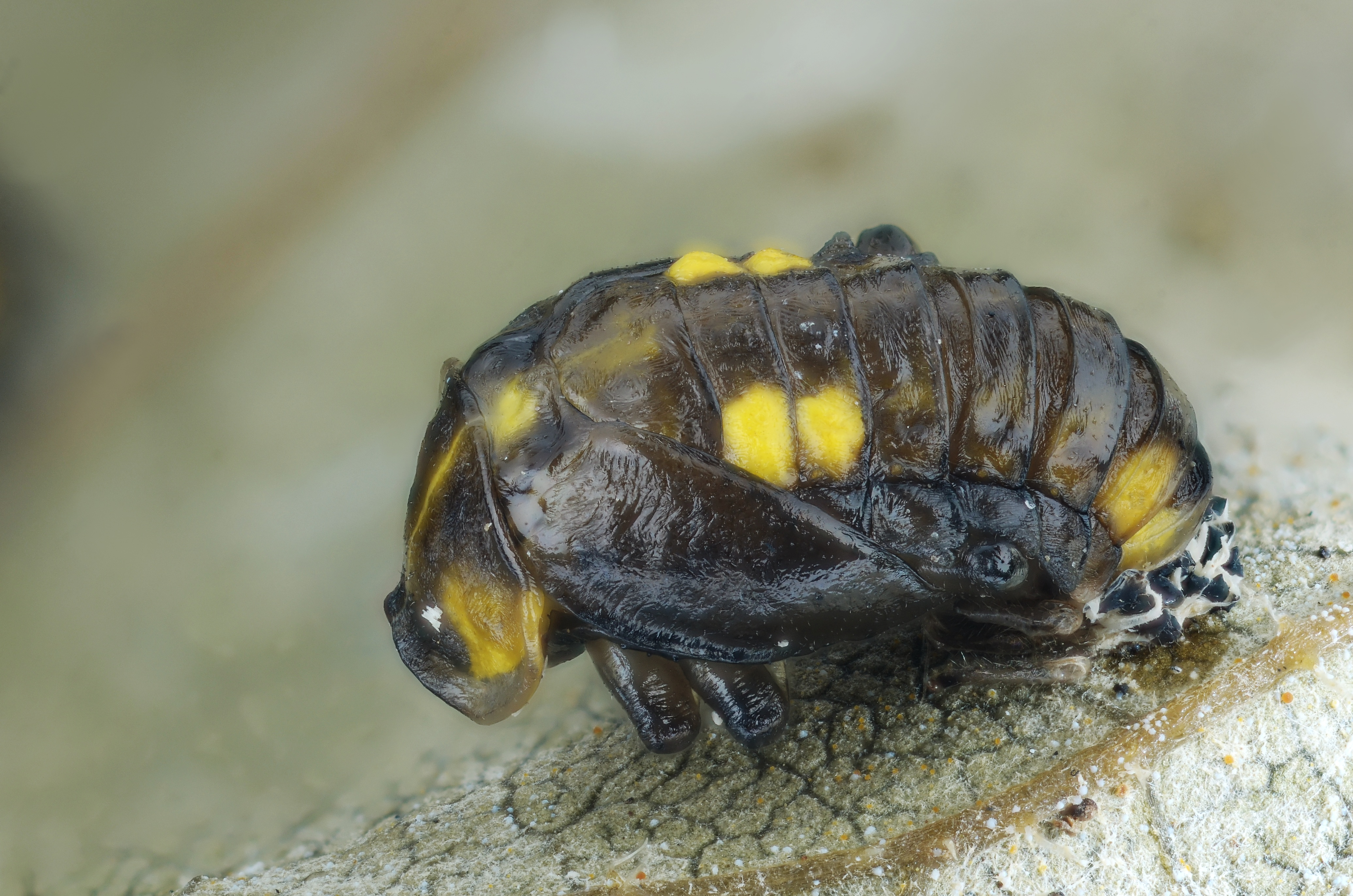

Magyarországon nem védett.